# What We Do Is Secret?
What We Do Is Secret? – druga EPka zespołu The Germs wydana w 1981 roku przez wytwórnię Slash Records. Nagrania stanowią fragmenty EPki Lexicon Devil, płyty (GI) oraz koncertu, który odbył się w "Starwood" (Hollywood) 3 grudnia 1980.

## Lista utworów
1. "Round And Round" (Chuck Berry) – 2:40
2. "Lexicon Devil" (Darby Crash, Pat Smear) – 2:03
3. "Circle One" (Darby Crash, Pat Smear) – 1:46
4. "Caught in My Eye" (Darby Crash, Pat Smear) – 3:21
5. "No God" (Darby Crash, Pat Smear) – 1:52
6. "Dialogue From Last Show" (Darby Crash, Pat Smear) – 1:31
7. "The Other Newest One" (Darby Crash, Pat Smear) – 2:46
8. "My Tunnel" (Darby Crash, Pat Smear) – 2:29

- utwory 7 i 8 nagrano podczas koncertu w "Starwood" (Hollywood), 3 grudnia 1980

## Skład
- Darby Crash – śpiew
- Pat Smear – gitara
- Lorna Doom – gitara basowa
- D.J. Bonebrake – perkusja (1)
- Nickey Beat – perkusja (2, 3)
- Don Bolles – perkusja (5, 7, 8)

produkcja
- Chris Ashford – producent (1)
- Geza X – producent (2-4)
- Joan Jett – producent (5)
- Lee Rickmers – producent (7, 8)
- Pat Smear – remiks nagrań
- Chris D. – remiks nagrań